# Арктичний світовий архів
78°14′18″ пн. ш. 15°26′49″ сх. д. / 78.238305555556° пн. ш. 15.447083333333° сх. д.

Логотип Арктичного світового архіву

Арктичний світовий архів (англ. Arctic World Archive) — об'єкт, створений з метою збереження даних, розташований на архіпелазі Шпіцберген (Норвегія), неподалік від Світового сховища насіння. Архів містить дані з декількох країн, що мають історичний і культурний інтерес, а також весь відкритий початковий код американської транснаціональної компанії GitHub. Дані містяться на носіях, розрахованих на термін служби від 500 до 1000 років, у глибоко закопаному сталевому сховищі. Об'єкт діє як комерційне підприємство і перебуває під керуванням приватної компанії Piql і державної вуглевидобувної компанії Store Norske.

## Історія
Piql — норвезька компанія, яка спеціалізується на довгостроковому зберіганні цифрових носіїв. Piql і Store Norske спільними зусиллями розробили на глибині в покинутій вугільній шахті сталевий звід. У момент відкриття Арктичного світового архіву 27 березня 2017 року в сховище завантажили копії різних історичних документів, переданих урядами Бразилії, Мексики і Норвегії.

## Опис
Архіпелаг Шпіцберген лежить на північ від материкової Норвегії, приблизно за 970 км від Північного полюса, згідно з угодою, підписаною після Першої світової війни, 42 країни проголосили демілітаризованою зоною. Статус означає, що цю територію не можна використовувати у військових цілях, а тому компанія характеризує це місце як «найбезпечніше місце в світі для „цифрового посольства“».
Об'єкт є великим сталевим сховищем, розташованим на глибині від 150 до 300 метрів під землею у вічній мерзлоті всередині покинутої вугільної шахти, на відстані близько 300 метрів у бік гори. Об'єкт захищений бетонною стіною і сталевими воротами. Самі дані зберігаються в надійних транспортних контейнерах.
Завдяки арктичному клімату архіпелагу і сформованій ним вічній мерзлоті, навіть якщо сховище залишиться без електрики, температура всередині залишиться нижчою від 0 °C, що дозволяє зберігати вміст сховища протягом десятиліття або довшого періоду. Більш того, сховище розташоване досить глибоко, щоб уникнути пошкоджень навіть від застосування ядерної та електромагнітної зброї.

## Зберігання та використання в майбутньому
Дані зберігаються в автономному режимі на цифрових плівках, термін служби яких становить не менше 500 років. Їх розроблено із застосуванням вдосконаленої технології виготовлення звичайної фотоплівки, виготовлено з поліефіру, покритого кристалами галогеніду срібла і порошком оксиду заліза. В оптимальних умовах термін служби подібних плівок може скласти і близько 2000 років.
Застосовуваний на об'єкті підхід класифікується як «холодний» спосіб зберігання архівних даних. Він вигідно відрізняється від «гарячого» (наприклад, доступних онлайн-репозиторіїв) і «теплого» способів (наприклад, інтернет-архіви), недоліками яких є те, що обидва ці способи передбачають використання електроніки, а отже дані може знищити потужна геомагнітна буря, подібна до «сонячного супершторму» 1859 року. Передбачається періодичне архівування даних кожних 5 років.
Усвідомлюючи, що в досить далекому майбутньому люди можуть не зрозуміти, що саме вони спостерігають у сховищі, розроблено своєрідний «розеттський камінь» як посібник з інтерпретації архіву, здатний допомогти декодувати дані. Всі посібники, доступні англійською, арабською, іспанською, китайською мовами і гінді, можна збільшити і прочитати.

## Процес
Клієнти, які платять за зберігання даних, можуть надсилати свої дані в цифровому або фізичному вигляді. Дані зі сховища можна отримати в будь-який час, проте це тривалий процес, з тієї причини, що сховище не підключено до Інтернету. У такому разі необхідно вручну витягти котушку з плівкою, потім передати дані за допомогою оптоволоконного з'єднання на материк у штаб-квартиру Piql в Драммені. Найменший час видобування даних становить 20-30 хв, але зазвичай це триває довше.

## Вміст
В архіві зберігається широкий спектр історичних і культурних даних. Уряди, дослідники, релігійні установи, медіа-компанії та інші суб'єкти зберігають у сховищі деякі зі своїх найважливіших документів. Бразилія і Норвегія розмістили свої конституції та інші важливі історичні документи.
У числі іншого, архів містить інформацію про біорізноманіття Австралії («Атлас живої Австралії [Архівовано 23 квітня 2018 у Wayback Machine.]») і зразки культурно значущих робіт австралійських авторів. Він також включає моделі машинного навчання, створені австралійським державним агентством Geoscience Australia, які допомагають досліджувати такі явища, як лісові пожежі і зміна клімату.
Архів містить оцифровану версію знаменитої картини Едварда Мунка «Крик» для Національного музею Норвегії і оцифровану версію «Божественної комедії» класика італійської літератури Данте Аліг'єрі для бібліотеки Ватикану.
У березні 2018 року німецький науково-популярне телешоу Galileo розмістило свій перший випуск, а також зняло документальний фільм про об'єкт для телеканалу ProSieben.

## Програма архівування GitHub
У листопаді 2019 року сервіс GitHub (придбаний Microsoft 2018 року) оголосив, що весь його загальнодоступний відкритий початковий код буде заархівовано в сховище Арктичного світового архіву.
У липні 2020 року архів сайту за лютий розміром 21 ТБ поміщено в сховище. Дані зберігаються на 186 котушках з плівкою довжиною 1 км, з нанесеним на них кодом у вигляді окремих, щільних (кожен містить по 120 ГБ даних) QR-кодів.
Обсяг коду, що зберігається, описано так: «Якби той, хто друкує зі швидкістю близько 60 слів за хвилину, сів і спробував заповнити весь цей простір, це зайняло б 111 300 років». На першій котушці містяться коди операційних систем Linux і Android, а також коди інших 6 тисяч основних застосунків з відкритим початковим кодом.
На додаток до загального посібника щодо сховища, «технологічне дерево» містить детальну інформацію про технології розробки програмного забезпечення, мови програмування та іншу інформацію про комп'ютерне програмування.